# رماد الشوك (مسلسل)
رماد الشوك مسلسل درامي يمني، من إنتاج التلفزيون اليمني، وتأليف يحيى السنحاني، وإخراج عبد الرحمن دلاق. يحكيو عن قصة متسولَّين اثنين أحدهما أصبح ثرياً والاخر ظل يتسول ويكسب المال وتدور الحياة معهما ومع أحداث حياتهما وأبرز شخصيات المسلسل هي شخصية المتسول عردة التي قام بدورها الفنان يحيى إبراهيم هذه الشخصية وهذا الاسم أصبح اليوم من أهم مصطلحات اللهجات اليمنية وأصبحت مثلا يُضرب في اليمن وجزءاً من لهجة أهلها.
ورفد المسلسل أيضاً اللهجة الصنعانية بمثل ترسخ فيها هو "ما عد بش حلا في شي" التي كانت تردده الفنانة مديحة الحيدري. وكان هذا العمل هو آخر عمل يشارك فيه محمد المطري.

## الممثلون
- محمود خليل.
- مديحة الحيدري.
- يحيى إبراهيم.
- جمال غيلان.
- سليمان داوود.
- خالد البحري.
- فوزية الأصبحي.
- شفيقة الانسي.
- إبراهيم الزبلي.
- محمد المطري.
- عبد القادر اليريسي.

وغيرهم من الممثلين اليمنيين.